# Paul a un travail d'été
Paul a un travail d'été est une bande dessinée québécoise de Michel Rabagliati.
Ce livre fait partie de la série Paul.

## Résumé
Apprenti-typographe peu glorieux, Paul se voit proposer un poste d'animateur pour un centre de vacances dirigé par un ami. Néophyte dans le domaine, il va pourtant vite trouver du plaisir à la fonction qui lui vaudra des souvenirs pour la vie.

## Distinctions
- 2002 :
  - Prix Bédélys Québec
  - Prix Bédélys Média
  - Prix BD Québec du meilleur album de l'année
- 2003 : Prix Réal-Fillion 2003, remis lors du festival de Québec